# Hlaváček plamenný
Hlaváček plamenný (Adonis flammea) je druh rostliny z čeledi pryskyřníkovitých. Někdy byl též nazýván jako ohníček plamenný nebo hlaváčkovec plamenný.

## Popis
Jedná se o jednoletou rostlinu dorůstající nejčastěji výšky 15–50 cm. Lodyha je přímá, jen v horní části chudě větvená, dole chlupatá, jinak roztroušeně chlupatá až lysá. Listy jsou střídavé, vícenásobně zpeřené, dolní jsou řapíkaté, horní listy jsou pak přisedlé. Čepele je rozčleněná ve velmi úzké úkrojky, cca 0,2–0,6 mm široké. Květy jsou jednotlivé a mají asi 1,5–3,5 cm v průměru. Kališních lístků je 5, jsou přitisklé ke koruně, vejčité až úzce vejčité, na vnější straně bělavě vlnatě chlupaté. Korunních lístků bývá 5–8, jsou ohnivě červené (výjimečně slámově žluté), na bázi často s tmavou skvrnou, jsou úzce vejčité a ž úzce eliptické, nejčastěji 8–10 (zřídka až 15) mm dlouhé. Kvete v květnu až v červenci. Plodem je nažka, která je asi 2,5–3,5 mm dlouhá, s dolíčkatými prohlubeninami, s tmavou skvrnou na špičce, na vrcholu zakončená krátkým přímým zobánkem, cca 0,5 mm dlouhým. Nažky jsou uspořádány do souplodí. Počet chromozómů je 2n=32.

## Rozšíření
Hlaváček plamenný roste přirozeně v jižní až střední Evropě, ve východním Středomoří, dále roste v Malé Asii, v oblasti Kavkazu, na východ až po Írán. V České republice rostl v minulosti dosti běžně v teplých oblastech středních až severozápadních Čech a na jižní Moravě jako polní plevel na polích a úhorech. Ve 20. století ale začal rychle ubývat a zhruba od poloviny 20. století z ČR zcela vymizel a byl veden jako vyhynulý druh flóry ČR. V posledních letech byl však opět nalezen na několika málo lokalitách na jižní Moravě, je řazen ke kriticky ohroženým druhům flóry ČR, kategorie C1.

## Možnosti záměny
Podobným druhem je hlaváček letní (Adonis aestivalis), který však má na rozdíl od hlaváčku plamenného lysé kališní lístky a má také jiný odstín barvy korunních lístků, jsou spíš cihlově červené, nikoliv ohnivě červené. Hlaváček roční (Adonis annua) má širší korunní lístky, kališní lístky odstálé od korunních.